# Lasha Bekauri
Lasha Bekauri (født 26. juli 2000) er en georgisk judoka.
Han vandt guld ved herrernes 90 kg-konkurrence ved Sommer-OL 2020 i Tokyo.
Han vandt også guld ved World Masters 2019 og ved EM i judo 2021.

## Karriere
I 2019 vandt Bekauri en sølvmedalje i sin vægtklasse ved Sommeruniversiaden 2019 i Napoli i Italien.
Samme år vandt han World Masters afholdt i Qingdao i Kina.
I 2021 vandt han bronze i sin vægtklasse ved World Masters i Doha i Qatar.
En måned senere vandt han guld ved Grand Slam Tel Aviv i Israel.
Få måneder senere vandt han også guld ved EM i judo 2021 afholdt i Lissabon i Portugal.

## Eksterne henvisininger
- Lasha Bekauris profil på Olympics.com (engelsk)
- Lasha Bekauris profil på Olympedia (engelsk)
- Lasha Bekauri hos JudoInside.com (engelsk)